# Peranema
Peranema es un género de helechos perteneciente a la familia  Dryopteridaceae. Contiene 8 especies descritas y de estas, solo 5 aceptadas.

## Taxonomía
El género fue descrito por David Don  y publicado en Prodromus Florae Nepalensis 12. 1825. La especie tipo es: Peranema cyatheoides D. Don	

## Especies aceptadas
A continuación se brinda un listado de las especies del género Peranema aceptadas hasta marzo de 2013, ordenadas alfabéticamente. Para cada una se indica el nombre binomial seguido del autor, abreviado según las convenciones y usos:
- Peranema aspidioides (Blone) Mett.
- Peranema cyatheoides D. Don
- Peranema foeniculacea (Hook.) B.K. Nayar & S. Kaur
- Peranema nodosa (C. Presl) Fraser-Jenk.
- Peranema paleolulata (Pic. Serm.) Fraser-Jenk.